# Sylvester James
Sylvester James (6. september 1947 i Los Angeles i Californien – 16. december 1988 i San Francisco i Californien), bedre kendt som Sylvester, var en amerikansk disco og soul-sanger, samt homoseksuel drag queen. Sylvester blev iblandt kendt som "Queen of Disco", selvom dette tilnavn også blev givet til discotidens kvindelige kunstnere, såsom Gloria Gaynor og Donna Summer. Sylvesters mest betydningsfulde værker er sangene "You Make Me Feel (Mighty Real)", "Dance (Disco Heat)", begge fra 1978, og "Do You Wanna Funk" fra 1982.
Sylvester døde, 41 år gammel, af komplikationer af AIDS. Hans gode ven, Jeanie Tracy tog sig af ham den sidste tid.
Den 20. september 2004 blev Sylvesters kendingsmelodi "You Make Me Feel (Mighty Real)" optaget i Dance Music Hall of Fame. Et år senere, den 19. september 2005 blev Sylvester selv optaget i Dance Music Hall of Fame for sine præstationer som kunstner.